# Електробезопасност
Електробезопасност е група от предпазни мерки и решения за предпазване от дейността на електричеството.

## История
Идеята за електробезопасност възниква след създаването на електрическия транспорт (в частност трамвайният) и монтирането на електропроводи, които пренасят електрическа мощност над 100W. Между проводниците на електрифицирания транспорт преди да бъде обезопасен, са възниквали електрически дъги, които са влияели зле върху минувачите. Високите напрежения също са оказвали отрицателно влияние върху хората и затова електрическите стълбове се произвеждат с дължина над 2 метра, а по-късно се въвеждат неутрализиращи проводници. В Русия, първият конгрес, на който се приемат правила по електробезопасност на силнотоковите уредби, се провежда през 1914 година. Организиран е конгрес, който е основан през 1903 година. През 20-те години на XX век електрификацията навлиза масово в големите градове в Европа и САЩ. Първите наредби, свързани с електробезопасността, са свързани с работа върху електроцентрали, далекопроводи, производствени и други обекти, където електричеството може да навреди на човека. Поради слабата мощност, с които работят домашните електроуреди, се появява нуждата от предпазването им от пренапрежение и появяване на електрическо напрежение извън електрическата част на уреда. През 50-те години се появяват и първите стандарти по електробезопасност.

## Влияние на електричеството върху човек
Електрическото напрежение в зависимост от стойността му и начина на попадане влияе върху човешкия организъм.
- Поражение от електрически ток
- Електрически микрошок
- Електрически макрошок

## Предпазване от електрическо напрежение
Използване на различни технически мероприятия с цел предпазване от влиянието на електрическото напрежение и протичане на електрически ток през човешкия организъм.

### Технически схеми
При тази електробезопасна система се използва заземителен проводник, който отвежда опасното напрежение към земя, която е определена за нулев потенциал. Захранващите щепсели трябва да притежават три пина.
- Заземяване

### Използване на безопасно напрежение
- SELV – safety extra-low voltage(безопасно свръхниско напрежение)
- PELV – Protective Extra Low Voltage(защитно свръхниско напрежение)
- FELV – functional extra-low voltage(функционално свръхниско напрежение)

### Технически апарати за защита
- Дефектнотокова защита
- Електрически предпазител(бушон)
- Автоматичен прекъсвач
- Устройство за визуализация на изолацията
- Прекъсвач за включване на напрежение
- Заземителен трансформатор

### Технически превключватели
- Термично изключване
- Повторен прекъсвач
- Инерционен превключвател
- релето на Бухолц

## Влияние на електричеството върху животни
- През 1987 от Европейската комисия е прието решение за защита на домашните животни и кучета компаньони от прилагането на напрежение, което влия негативно върху физическото и психическото състояние на съществото.
- В световен мащаб както и в България се вземат решения за прекратяване на процеса на работа на електрически огради (създадени с цел опазване на различни стопански интереси), поради влиянието върху популациите на различни видове от фауната в определени региони. Тези защитни огради се наричат още електропастири за опазване на определени стада в стопанството.

### Мерки за предпазване на животински видове
- Обезопасяване от поява на електро-волтови дъги от електропреносни мрежи
- Поставяне на усилена изолация по опасни тоководещи части (земни инсталации и въздушни електропроводи), поради опасност от допир на животно или животинка група (стадо, ято) до тоководещите части
- Предпазване от влиянието на електромагнитни полета върху домашни и улични животни

## Апаратура за тестване на електрическо напрежение
Електрическите тестери се използват за проверяване на допълнително електричество в електрическа система или дали схемата е деелектризирана.
- Тестери за електрически уреди
- Тестери за електрически апарати
- Тестване чрез използване на трансформатор
- Тестери за различни компоненти и системи

## Проводници, кабели и конектори
- Проверяване на техническото състояние на кабелите и проводниците
- Проверяване на изолацията на кабелите и проводниците
- Използване на удължители с цел подсигуряване на връзката
- Използване на добре изолирани конектори и съединители
- Използване на предпазващи конектори и съединители
- Използване на защитни розетки и електрически контакти
- Електрофореза апарати съединители за високо напрежение

## Защита на мултиконтакти
- Проверяване на максималния товар, който може да понесе системата (мултиконтакта)
- Да се проверява броят на гнезда-изход в помещенията
- Използване на защитни предпазители на гнездата
- Използване на защитен предпазител на входа на системата
- Използване на защитни филтри в системата
- Използване на контакти и щепсели, които да са взаимно изолирани

## Контролиране на работата на електрически двигател
При работа с електрически машини в частност електрически двигатели, има вероятност машината да излезе извън нормалния си режим на работа и да причини механични наранявания, проблеми в свързаната електрическа система и влияние върху околната среда. За да се предпази електрическата система и електрическия мотор се използват различни механични и електрически мероприятия за предпазване на машината....
- Защита от високи токове
- Защита от претоварване
- Защита от ниско напрежение
- Защита от изместване на фазата

## Използване на Аварийна електрическа система
При възникнал проблем в електроразпределението и доставката на нужната електрическа енергия в определена сграда или комплекс, се използва система за включване на аварийно захранване за подсигуряване на нужната енергия. Тази система притежава запасена енергия, която може да бъде съхранена под различна форма. Системата захранва неждите на осветителни тела, електрическа апаратура, електро-механични система и други.

## Електробезопасност в транспорта
При електрифицирания транспорт е задължително заземяването на електрическите стълбове. При трамвайния и тролейбусния транспорт заземяването на стълбовете е по-ефективно. При железопътния транспорт, често се появяват проблеми при заземителите, свързани с вибрации породени от минаващите композиции. При автомобилния транспорт, въпреки че най-често се използва постоянен ток, е нужно добра иолация на акумулатори и батерии и наличие на защитни проводници при електрическите и хибридни схеми.

## Знаци свързани с електробезопасността
- Използване на забранителни знаци и плакати
- Използване на предупредителни знаци и плакати
- Използване на нормативни знаци и плакати
- Използване на указателни знаци и плакати
- Използване на табели с предупредителни знаци
- Използване на табели с предупредителни знаци и информация относно застрашения обект

### Цветен код за електропроводниците

#### Фазови проводници (еднопроводна и трипроводна система)
- Първа фаза/проводник – червен цвят/кафяв цвят (еднопроводна), червен цвят/кафяв цвят (трипроводна)
- Втора фаза – жълт цвят/черен цвят (трипроводна)
- Трета фаза – син цвят/сив цвят (трипроводна)

#### Неутрални проводници (еднопроводна и трипроводна система)
- Неутрален проводник (нула) – син цвят/черен цвят
- Защитен проводник (нула) – жълто-зелен

## Сфери на приложение на електробезопасноста
- Електроенергетика
- Силова електроника
- Електрически машини

## Стандартизация
- Български държавен стандарт (БДС) БДС 12.2.096:1986
- Институт по електротехническо и електронно инженерство(IEEE-Institute of Electrical and Electronics Engineers)-Националени кодове относно електрическа безопасност NESC(National Electrical Safety Code)пакет от стандартизиционни правила относно електрическата безопасност
- Държавен руски стандарт-Государственные стандарты России (ГОСТ) ГОСТ Р 12.1.009 – 2009, ГОСТ Р 12.1.019
- Британски стандарт(British standard-BS), BS EN 61439